# Ana Díaz-Plaja Taboada
Ana Díaz-Plaja Taboada   (Barcelona, 1951 - 23 de maig de 2023) va ser una professora universitària catalana.
Llicenciada en Filologia Hispànica per la Universitat Autònoma de Barcelona el 1975, i doctora en Ensenyament de les Llengües i la Literatura per la Universitat de Barcelona, des del 1980 va ser professora a la UB, on va exercir com a professora titular de Literatura Infantil i Juvenil i Didàctica de la Llengua i la Literatura de la Facultat d'Educació fins a la seva jubilació el 2013. Posteriorment, va ser professora honorífica del Departament d'Educació de la mateixa universitat. Va participar en nombrosos cursos i congressos i va publicar molts articles i llibres sobre literatura infantil i juvenil. Era acadèmica corresponent de la Reial Acadèmia de Bones Lletres de Barcelona i directora del Fons Guillem Díaz-Plaja.
L'any 2022, juntament amb Jaume Forés Juliana, guanyà el XXI Premi Aurora Díaz-Plaja ex aequo amb un article sobre el teatre infantil.